# Hoàng thảo trúc mành
Hoàng thảo trúc mành hay hoàng thảo hạt cườm, mành trúc, tên khoa học Dendrobium falconeri, là một loài lan trong chi Lan hoàng thảo. Cây phân bổ chính ở vùng Đông Nam Á. Tại Việt Nam, loài này có thể tìm thấy ở Kontum và vùng rừng phía bắc.

## Mô tả
Hoàng thảo trúc mành là một giống phong lan thường mọc trên cành cây có chút bóng rợp, ở cao độ từ 1000 đến 2300 m thuộc Đông Nam Á. Thân cây dài từ 30 cm đến 1.20 m buông rũ xuống, các mấu đốt phồng lên. Các mầm non và rễ thường mọc ở các mấu này và quấn quýt với nhau. Lá nhỏ như lá cỏ và rụng đi trong một thời gian ngắn. Hoa từ 1-3 chiếc, mọc ở các đốt gần ngọn, to chừng 10 cm nở vào mùa Đông-Xuân, thơm nhưng tàn trong 2 tuần lễ.
Rễ cây rất nhỏ, có lẽ là nhỏ nhất trong các cây lan, chỉ vào khoảng 0,2-0,3 mm. Đám rễ này thường thường dính vào một chùm rêu, chứng tỏ cây lan cần một độ ẩm khá cao và vì bám vào cành cây nên rễ mau khô.

## Nuôi trồng
Nhiệt độ từ vừa (Intermediate) 60-80 °F hay 15.6-26.7 °C cho tới lạnh (Cool) 50-70 °F hay 10-21.1 °C. Ánh sáng khoảng 60-70% (một lớp lưới đen của Thái) nhưng phải treo xa lưới, nếu giàn lan cao 3.5m thì treo lan cách mặt đất 1.5m thì cây mới sống được. Luôn giữ ẩm cho cây trong suốt quá trình tăng trưởng, cả độ ẩm không khí và độ ẩm giá thể phải cao (60-80%) nhưng phải thoáng gốc và có gió lưu thông, nếu giàn không thông thoáng thì cây rất dễ mắc bệnh, nấm, thối gốc hoặc thối đọt vào mùa mưa. Có thể ghép vào gỗ vú sữa,gỗ nhãn còn nguyên vỏ, lót thêm dớn chile để giữ ẩm, hoặc bảng dớn cù lần (tất cả giá thể trồng đều phải được xử lý sạch nấm khuẩn), khi ghép tuyệt đối không che lấp mắt ngủ của cây để mắt ngủ thoải mái mai sau cây mới có thể phát triển được. Mỗi tháng phun phân 20-20-20+te, liều 1 gam cho 2 lít nước, bổ sung thêm phân trung và vi lượng, bổ sung thêm phân hữu cơ đã qua xử lý nấm bệnh. Một tháng phun nano bạc hoặc benkona để phòng trừ nấm bệnh. Hàng ngày nên để ý trên lá, thân và gốc cây phát hiện rầy, rệp hay nhện đỏ để kịp thời phun thuốc phòng tránh lây lan sang cây khác. Vào mùa thu giảm lượng nước tưới và không phun phân, trong suốt mùa đông và xuân chỉ phun sương nhẹ để cây không mất nước, vẫn giữ độ ẩm không khí cao.